# Тракторне (Дніпровський район)
Тра́кторне — село в Україні, у Новопокровській селищній територіальній громаді Дніпровського району Дніпропетровської області. До 17 липня 2020 року перебувало у складі ліквідованого Солонянського району. Населення — 99 мешканців. 

## Географія
Село Тракторне розташоване за 63 км від обласного центру. У селі бере початок Балка Червинська, права притока Тритузни. На відстані 2 км від села Григорівка. Річка в цьому місці пересихає, на ній зроблена загата. Поруч пролягає автомобільна дорога Р73.

## Населення

### Мова
Розподіл населення за рідною мовою за даними перепису 2001 року:
| Мова       | Кількість | Відсоток |
| ---------- | --------- | -------- |
| українська | 90        | 90.91%   |
| російська  | 9         | 9.09%    |
| Усього     | 99        | 100%     |